# شون باري
شون باري (بالإنجليزية: Shawn Barry)‏ (23 أبريل 1990 بميرامار في الولايات المتحدة - ) هو لاعب كرة قدم أمريكي في مركز الدفاع. لعب مع إف إس في فرانكفورت ولاسك لينتس وFloridians FC ‏.

## وصلات خارجية
- شون باري على موقع الدوري الأمريكي (الإنجليزية)
- شون باري على موقع قاعدة بيانات كرة القدم.إي يو (الإنجليزية)
- شون باري على موقع ناشيونال فوتبول تيمز (الإنجليزية)
- شون باري على موقع Soccerway.com (الإنجليزية)
- شون باري على موقع عالم كرة القدم.نت (الإنجليزية)